# Endacusta kirrimurra
Endacusta kirrimurra is een rechtvleugelig insect uit de familie krekels (Gryllidae). De wetenschappelijke naam van deze soort is voor het eerst geldig gepubliceerd in 1983 door Daniel Otte en Richard D. Alexander.
De soort komt voor aan de zuidoostelijke kust van Queensland. Het holotype werd in 1979 verzameld op Fraser Island.